# Cumarin
Cumarin oder Kumarin ist ein natürlich vorkommender, aromatischer sekundärer Pflanzenstoff aus der Gruppe der Phenylpropanoide. Es besitzt einen angenehmen, vanille- bzw. heuartigen Geruch. Wird es in größeren Mengen eingenommen, ist es giftig. Cumarin ist die Stammverbindung der Stoffgruppe der Cumarine, die als Derivate des Cumarins dessen Strukturgerüst enthalten. Der Name Cumarin leitet sich vom ins Spanische übernommenen Tupí-Wort cumarú für den Tonkabohnenbaum ab, aus dessen Samen (Tonkabohnen) das Cumarin erstmals isoliert wurde.

## Struktur und Eigenschaften

Nummerierung der Ringatome des Cumarins

Cumarin ist eine zweikernige, heterocyclische, organische Verbindung, in der ein 2-Pyronring mit einem Benzolring anelliert ist. Cumarin gehört somit in die Gruppe der Benzopyrone. Cumarin ist der intramolekulare Ester, d. h. das Lacton der Cumarinsäure (2-Hydroxy-cis-zimtsäure).
Isocumarin ist ein Stellungisomer des Cumarins, bei dem die Carbonylgruppe und das Sauerstoffatom vertauscht sind.
Der Geruch von Cumarin wird als angenehm, an Vanille erinnernd duftend bzw. bittersüß, heuartig beschrieben. Cumarin ist für den typischen Geruch verantwortlich, der z. B. beim Trocknen von Waldmeister, Gelbem Steinklee oder Gräsern entsteht.
Der Geschmack von Cumarin wird als bitter-aromatisch bzw. brennend und in Verdünnung als bitterlich, nussartig beschrieben.

## Vorkommen
Cumarin kommt natürlich u. a. in Süßgräsern, wie dem Gewöhnlichen Ruchgras (Anthoxanthum odoratum) und dem Duftenden Mariengras (Hierochloe odorata), in Schmetterlingsblütlern wie dem Gelben Steinklee (Melilotus officinalis), im Waldmeister (Galium odoratum) und in der Steinweichsel (Prunus mahaleb) vor. Weitere Beispiele für das Vorkommen von Cumarin sind Datteln, die Tonkabohne (Dipteryx odorata) und die Zimt-Sorten Cassiazimt (Cinnamomum cassia), indonesischer Zimt (Cinnamomum burmannii) und vietnamesischer Zimt (Cinnamomum loureiroi).
In der intakten Pflanze kommt das Cumarin meist nicht in freier Form vor, sondern ist in der Form der Cumarin-Vorstufen o-Cumarsäure bzw. Cumarinsäure glycosidisch gebunden. Erst bei Verletzung der Pflanze beziehungsweise beim Welken (Zerstörung von Pflanzenzellen) kommen das Glycosid und die zugehörige Glycosidase zusammen und durch hydrolytische Abspaltung des Zuckers wird das Aglykon in Form der Cumarin-Vorstufe frei, welche dann unter Bildung des Cumarins weiterreagiert.

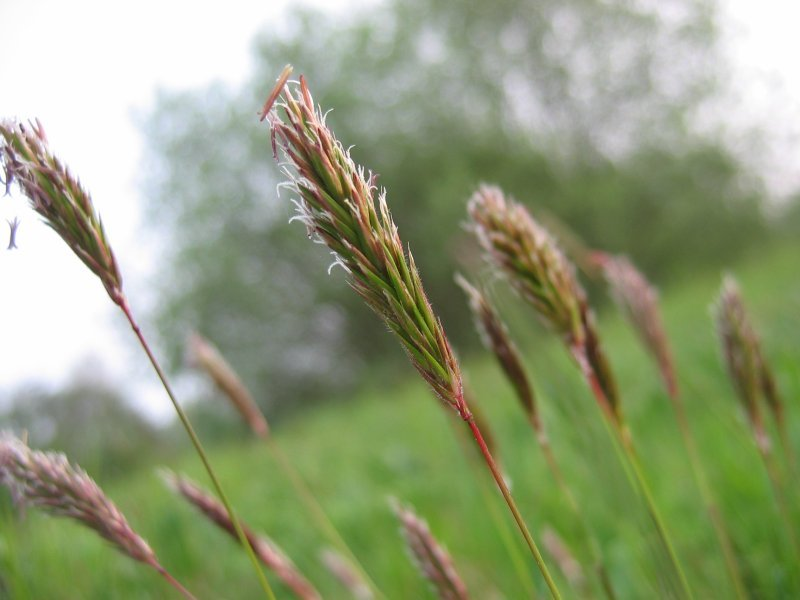
Gewöhnliches Ruchgras
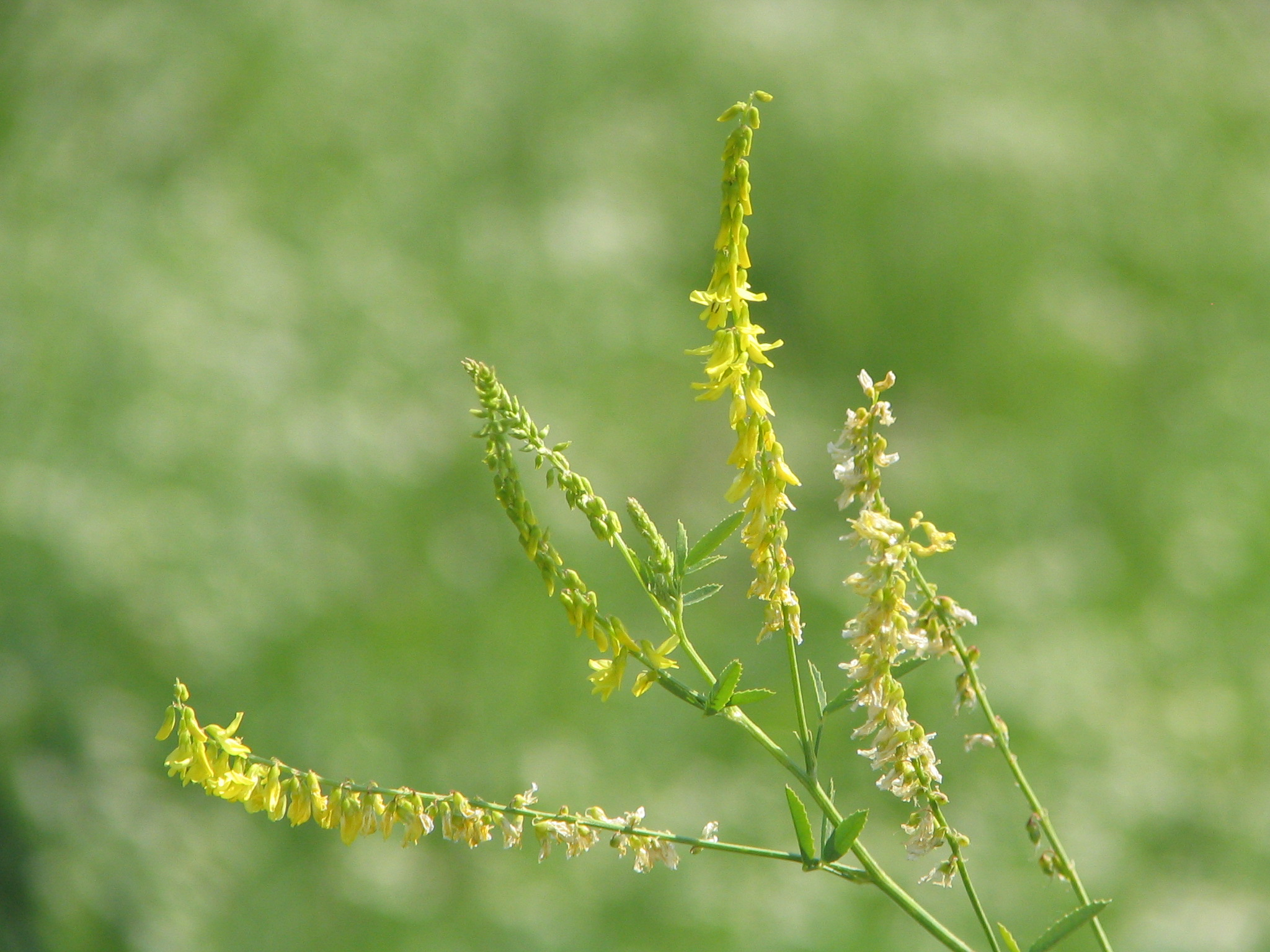
Gelber Steinklee
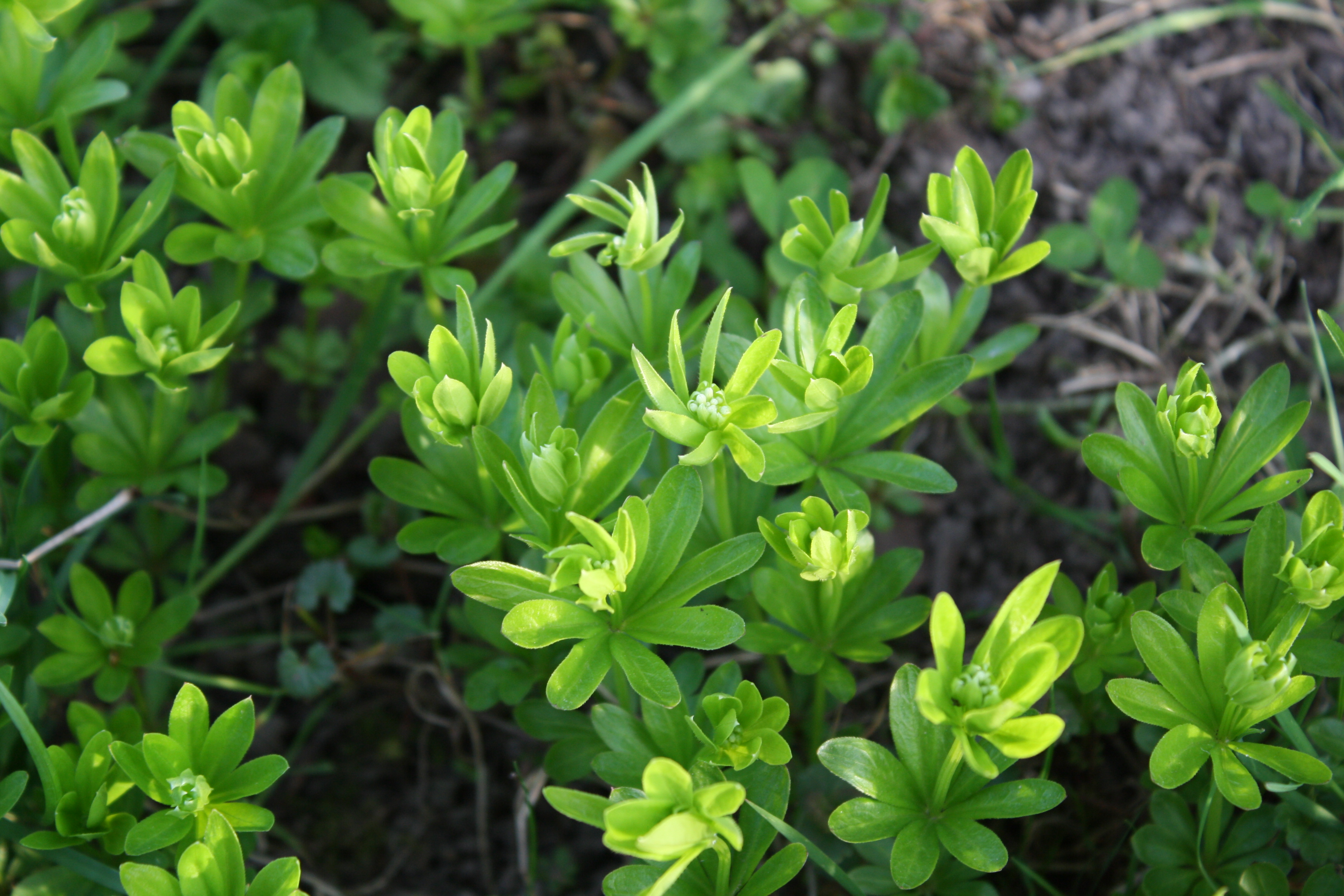
Waldmeister kurz vor der Blüte
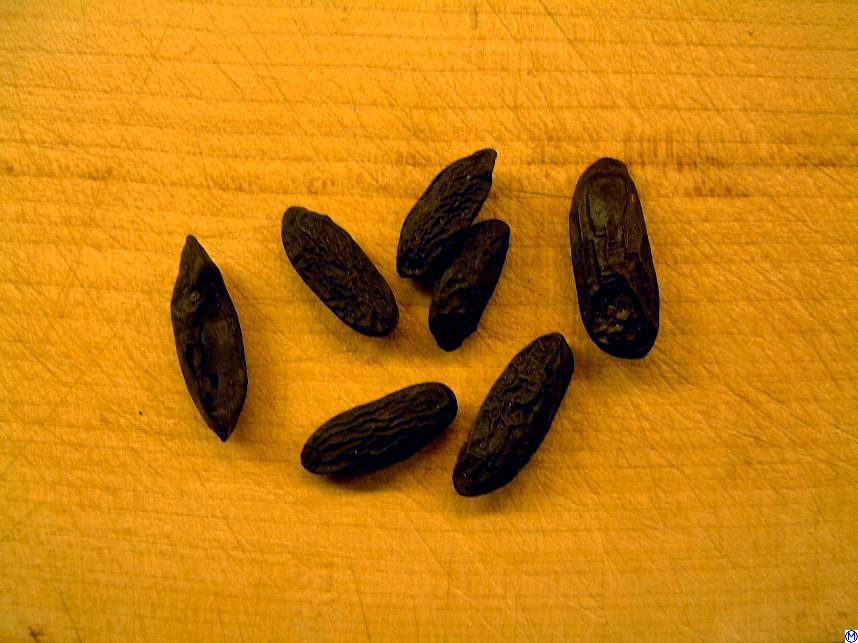
Tonkabohne als Gewürz

## Geschichte
Cumarin wurde erstmals im Jahre 1813 von A. Vogel aus München, der es zunächst für Benzoesäure hielt, und vom Franzosen Jean-Baptiste-Gaston Guibourt 1820, der es als eigenständige Substanz erkannte, aus Tonkabohnen isoliert. 1846 ermittelte H. Bleibtreu die richtige Zusammensetzung und die narkotische Wirkung. 1868 gelang die erste synthetische Herstellung durch William Henry Perkin, worauf es 1876 erstmals vermarktet wurde. Ein Durchbruch auf dem Parfümmarkt und der Verwendung künstlicher Duftstoffe war das 1881 herausgekommene Parfüm Fougère Royale (deutsch: königlicher Farn) von House of Houbigant, das auf Cumarin basierte und sehr erfolgreich war. Seit 1954 ist Cumarin als Aromastoff in den USA verboten, da in Tierexperimenten toxische Wirkungen festgestellt wurden.

## Biosynthese
Cumarin ist ein Phenylpropanoid und wird in Pflanzen ausgehend von Zimtsäure gebildet. Die Bildung des Cumarins aus Zimtsäure beinhaltet die ortho-Hydroxylierung der Zimtsäure, die Isomerisierung der CC-Doppelbindung und den Ringschluss durch intramolekulare Veresterung. Die Cumarinbildung in Pflanzen ist noch nicht vollständig aufgeklärt worden aber es ist bekannt, dass Pflanzen die Zwischenprodukte o-Cumarsäure bzw. Cumarinsäure in glycosidisch gebundener Form enthalten (vgl. auch den Abschnitt zum Vorkommen).
Cumarin ist aus chemisch-struktureller Sicht die Stammverbindung zahlreicher Naturstoffe, da diese wie z. B. Umbelliferon (7-Hydroxycumarin) Derivate des Cumarins sind oder wie z. B. die Furocumarine das Cumarin-Grundgerüst als Teil ihres Ringsystems enthalten (vgl. auch den Abschnitt Derivate). Diese strukturellen Abkömmlinge des Cumarins, welche als Cumarine bezeichnet werden, werden biosynthetisch aber nicht ausgehend von Cumarin, sondern ausgehend von p-Cumarsäure, d. h. nach para-Hydroxylierung der Zimtsäure, gebildet.

## Synthese
Synthetisch wird Cumarin nach Perkin (Perkinsche Synthese) aus Salicylaldehyd und Essigsäureanhydrid hergestellt:
Ein alternatives Herstellungsverfahren ist der Raschig-Prozess aus o-Kresol.

## Analytik
Die zuverlässige qualitative und quantitative Bestimmung von Cumarin gelingt nach angemessener Probenvorbereitung durch Kopplung der HPLC bzw. Gaschromatographie mit der Massenspektrometrie.

## Verwendung

### Duftstoff
Cumarin dient vor allem als Duftstoff in der Parfümerie.

### Aromastoff
Daneben wird es in Form von welken Waldmeisterblättern auch in der Küche, zum Beispiel zum Aromatisieren von Maibowle, verwendet.
Die Tonkabohne enthält größere Mengen an Cumarin, das daher oft daraus gewonnen wird. Wegen der Eigenschaft von Cumarin, den Geschmack der echten Vanille vorzutäuschen, wird es seit Anfang des 20. Jahrhunderts fälschlich als mexikanische Vanille bezeichnet und als Ersatz für die Gewürzvanille (Vanilla planifolia) verwendet.
Die Verwendung von Cumarin als Aromastoff ist jedoch in einigen Gebieten (zum Beispiel USA, Europäische Union) gesetzlich eingeschränkt. In der Europäischen Union ist Cumarin nach der Verordnung (EG) Nr. 1334/2008, der sogenannten Aromenverordnung, ein Stoff, der Lebensmitteln nicht als solcher zugesetzt werden darf. Allerdings dürfen Aromen oder Lebensmittelzutaten mit Aromaeigenschaften, in denen Cumarin natürlicherweise vorkommt, Lebensmitteln zugesetzt werden. Dabei gelten für bestimmte Lebensmittelgruppen Cumarin-Höchstmengen, die nicht überschritten werden dürfen:
- traditionelle und/oder saisonale Backwaren, bei denen Zimt in der Kennzeichnung angegeben ist: 50 mg pro kg
- Frühstücksgetreideerzeugnisse einschließlich Müsli: 20 mg pro kg
- Feine Backwaren außer traditionelle und/oder saisonale Backwaren, bei denen Zimt in der Kennzeichnung angegeben ist: 15 mg pro kg
- Dessertspeisen: 5 mg pro kg

Im Winter 2006/2007 machte Cumarin in Deutschland Schlagzeilen, als durch den in Weihnachtsgebäck verwendeten Zimt eine gegenüber dem gesetzlichen Höchstwert vielfach erhöhte Menge des Aromas gefunden wurde.

### Tabakprodukte
Der Zusatz von Cumarin zu Tabakprodukten ist entsprechend dem Tabakerzeugnisgesetz und der Tabakerzeugnis-Verordnung (vgl. Anlagen 1 zu § 4 der TabakerzV) in Deutschland seit 2016 nicht mehr verboten. In elektronischen Zigaretten und Nachfüllbehältern ist Cumarin aber weiterhin ein verbotener Inhaltsstoff (vgl. Anlagen 2 zu § 4 der TabakerzV).
Nach der Schweizer Tabakverordnung darf der Gesamtgehalt 0,1 Massenprozent nicht übersteigen.

### Kosmetika
In Europa darf Cumarin in Kosmetika unbegrenzt eingesetzt werden. Überschreitet der Cumarin-Gehalt eines Kosmetikums jedoch einen gewissen Wert, so muss Cumarin in der Liste der Bestandteile des Kosmetikums angegeben werden. Dies ist bei Cumarin-Konzentrationen von mehr als 0,001 % in Mitteln, die nach der Anwendung auf der Haut verbleiben und von mehr als 0,01 % in Mitteln, die nach der Anwendung abgespült werden, der Fall (vgl. Eintrag 2H-1-Benzopyran-2-on bzw. Coumarin in Anhang III der Verordnung (EG) Nr. 1223/2009 über kosmetische Mittel).

### Weitere Verwendungen
Des Weiteren wird Cumarin als Substrat bei der Markerreaktion für CYP2A6 im in vitro-Metabolismus verwendet.
Dabei wird es zu 7-Hydroxycumarin (Umbelliferon) verstoffwechselt.

## Derivate des Cumarins

### Naturstoffe
Natürlich vorkommende Derivate des Cumarins sind am Benzolring des Cumarins in den Positionen 5, 6, 7 und/oder 8 durch Hydroxy- bzw. Methoxygruppen substituierte Verbindungen und ihre Glycoside. Beispiele sind Umbelliferon (7-Hydroxycumarin), Esculetin (6,7-Dihydroxycumarin), Scopoletin (7-Hydrox-6-methoxyycumarin), Daphnetin (5,6-Dihydroxycumarin) und Fraxetin (7,8-Dihydroxy-6-Methoxycumarin).
In der Naturheilkunde werden Extrakte aus Eschenrinde verwendet, deren Wirkung möglicherweise dem Fraxin, einem Glucosid des Fraxetins, zugeschrieben werden kann.
Die Furocumarine vom Psoralen- bzw. Angelicin-Typ, die Pyranocumarine und die Methylendioxycumarine enthalten das Cumarin-Grundgerüst als Teil ihres kondensierten Ringsystems.

### Synthetische Derivate
Derivate des Cumarins, die 4-Hydroxycumarine, z. B. Phenprocoumon, Warfarin und Ethylbiscoumacetat werden bei entsprechend risikobehafteten Personen als blutgerinnungshemmende Arzneistoffe eingesetzt, um beispielsweise ischämische Schlaganfälle zu verhindern. Außerdem werden sie als Rodentizide vor allem zur Bekämpfung von Ratten eingesetzt, da sie in entsprechend hoher Dosierung zu tödlichen inneren Blutungen führen.
In der Form der fluoreszierenden Cumarin-Farbstoffe finden Derivate des Cumarins Anwendung als effektive Farbstoffe in Farbstofflasern und als optischer Aufheller. Die in Farbstofflasern genutzten Cumarin-Farbstoffe emittieren Licht im blauen bis in den grünen Spektralbereich des Lichtspektrums.
Derivate des Cumarins finden als photolabile Schutzgruppen Anwendung.
Als Ersatzstoff in der Industrie werden Dihydrocumarin und 6-Methylcumarin verwendet.

## Physiologie und Toxikologie
Die Kinetik ist stark artspezifisch. Der Hauptstoffwechselweg beim Menschen ist die Hydroxylierung an Position 7 zum ungiftigen Umbelliferon, katalysiert durch das Enzym CYP2A6. Bei Ratten dominiert hingegen der Stoffwechsel via 3,4-Epoxidierung. In wässriger, glutathionfreier Umgebung lagert sich das Epoxid (unter Ringöffnung und Decarboxylierung) rasch zum lebergiftigen o-Hydroxyphenylacetaldehyd (o-HPA) um. Dessen Oxidation zur o-Hydroxyphenylessigsäure stellt einen Entgiftungsschritt dar. Die beiden letzten Metaboliten sind in geringen Mengen auch im Menschen nachweisbar.
In größeren Mengen aufgenommen verursacht Cumarin heftige Kopfschmerzen, Erbrechen, Schwindel und Schlafsucht. Noch höhere Dosen können zu zentraler Lähmung, Atemstillstand und Koma führen. Daneben werden im Tierversuch Leber- und Nierenschädigungen beobachtet. Für Menschen besteht allerdings durch cumarinhaltige Nahrungsmittel und Kosmetika nur in Ausnahmefällen ein hepatotoxisches Risiko. Die letale Dosis (LD50) liegt peroral bei der Ratte bei 293 mg/kg und beim Meerschweinchen bei 202 mg/kg Körpergewicht. Aus Tierversuchen leitet sich der Verdacht ab, dass Cumarin in sehr hohen Mengen krebserregend sei. Mehrere Studien an menschlichen Zelllinien deuten hingegen nicht auf derartige Wirkungen im menschlichen Organismus hin.
Als TDI (tolerable daily intake, tolerierte Tagesdosis) geht aus Studien des Bundesinstituts für Risikobewertung (BfR) von Anfang 2006 eine Menge von 0,1 Milligramm pro Kilogramm Körpergewicht pro Tag hervor. Diesen TDI-Wert hat das BfR auf Basis neuer Daten zur Aufnahme und Bioverfügbarkeit von Cumarin im September 2012 bestätigt. Gleichzeitig weist das BfR darauf hin, dass Überschreitungen des TDI-Wertes nur möglich sind, wenn große Mengen an Zimtgewürzen verzehrt werden. In der Vorweihnachtszeit ist das möglich, wenn Cassiazimt zum Backen benutzt wird. Bei Kleinkindern mit einem Körpergewicht von 15 kg wäre laut BfR der TDI-Wert bei einem Verzehr von 6 Zimtsternen oder 100 g Lebkuchen ausgeschöpft. Handelsübliches Zimtgebäck verschiedener Hersteller enthielt bei einer Untersuchung 2006 22–77 mg/kg Cumarin. Auch Zimtkapseln für Diabetiker sind in dieser Hinsicht problematisch.
Für die bekannte Maibowle aus Waldmeister sollen höchstens 3 g Kraut je Liter Bowle verwendet werden. In dieser geringen Menge ist das enthaltene Cumarin für erwachsene Menschen nicht gesundheitsschädlich.
Während Cumarin selbst keine gerinnungshemmenden Eigenschaften besitzt, kann es bei einer unsachgemäßen Silo-Lagerung von Grasschnitt zu einem Pilzbefall cumarinhaltiger Gräser kommen, wodurch Cumarin-Derivate (Bis-Hydroxycumarine) gebildet werden, die diese Wirkung zeigen. Solches kontaminiertes Futter kann zum Tod der damit gefütterten Tiere führen, da Bis-Hydroxycumarine – als Antagonisten des Vitamin K – die Synthese der in der Leber gebildeten Blutgerinnungsfaktoren (II, VII, IX, X) durch Enzymhemmung beeinträchtigen. In der Trocknung, der Gewinnung von Heu, hingegen wandeln sich die Cumarin-Glycoside in reines Cumarin um und sind unbedenklich. So dienen Heublumen, die Feinanteile des Heus, als traditionelles Heilmittel.

## Insektenschutz
Cumarin, etwa in Form von Duftendem Mariengras, wirkt moskitoabweisend. Bei Steinklee, einigen Gräsern und Waldmeister gelten aus der Vakuole freigesetzte Cumarine als Fraßschutz.